# Zisterzienserinnenabtei Trimunt
Die Zisterzienserinnenabtei Trimunt war von 1305 bis 1590 ein Kloster der Zisterzienserinnen in Marum, Provinz Groningen in den Niederlanden.

## Geschichte
Das 1258 für Benediktinerinnen gestiftete Nonnenkloster In Tribus Montibus, später: Trimunt, wurde von Abt Eylardus (1305–1329) dem Kloster Aduard unterstellt und damit zisterziensisch. Es gehörte zum Bistum Münster und bestand bis zur Zerstörung durch die Geusen im 16. Jahrhundert. Heute erinnern nur noch der „Kloosterweg“ und der Weilername „Trimunt“ an das einstige Kloster.